# Paus Clemens XI
Paus Clemens XI, geboren als Giovanni Francesco Albani (Urbino, 23 juli 1649 – Rome, 19 maart 1721) was paus tussen 1700 en 1721.
Paus Clemens was afkomstig uit een adellijke familie, die aan het eind van de 15e eeuw (zoals de naam al suggereert) uit Albanië was gekomen en zich in Urbino had gevestigd. Hij studeerde in Rome klassieke talen, rechten en theologie. In 1690 benoemde paus Alexander VIII hem tot kardinaal-diaken. Tijdens het conclaaf van 1700 werd hij gekozen tot paus.
In de Spaanse Successieoorlog tussen Oostenrijk en Frankrijk koos hij aanvankelijk de zijde van de Franse koning Lodewijk XIV. Daarop viel keizer Jozef I Italië binnen. Jozef rukte op richting het Vaticaan en onder druk van een mogelijke bezetting sloot Clemens een verdrag met hem, waarin hij beloofde de broer van Jozef, Karel te zullen erkennen als koning van Spanje.
Onder Clemens begon de strijd tegen het jansenisme. Hij vaardigde daartoe de zeer omstreden bul Unigenitus, waarin de jansenisten werden veroordeeld als ketters. De strijd over deze bul zou de hele achttiende eeuw aanhouden.
Tijdens zijn pontificaat kwamen ook de relaties met China onder druk te staan. Hij trachtte een einde te maken aan de ritenstrijd in China.   In 1704 vaardigde hij het decreet   Cum Deus optimus   uit. In dit document veroordeelde hij de politiek van het accommoderen van Chinese riten in de uitoefening van het christelijk geloof in het land door de missie van de jezuïeten in China.    
Clemens was een intellectuele paus. Zijn enorme bibliotheek werd tussen 1864 en 1928 geveild.
Cursief: tegenpaus
- Biblioteca Nacional de Chile: 000135788
- Biblioteca Nacional de España: XX889825
- Bibliothèque nationale de France: cb118970158 (data)
- Catàleg d'autoritats de noms i títols de Catalunya: 981058516334406706
- Gemeinsame Normdatei: 119139162
- International Standard Name Identifier: 0000 0001 2283 5269
- Library of Congress Control Number: n85089945
- Nationale Bibliotheek van Tsjechië: skuk0003423
- Nationale bibliotheek van Australië: 35953178
- Nationale Bibliotheek van Israël: 987007272501405171
- Nationale Bibliotheek van Polen: a0000001181603
- Nationale en Universitaire bibliotheek Zagreb: 000659714
- Nederlandse Thesaurus van Auteursnamen: 070803226
- RKD-Nederlands Instituut voor Kunstgeschiedenis: 457772
- Istituto Centrale per il Catalogo Unico: MILV077392
- LIBRIS: 294235
- SNAC: w60c4w71
- Système universitaire de documentation: 069632200
- Museum of New Zealand Te Papa Tongarewa: 67514
- Trove: 1160686
- Union List of Artist Names: 500209648
- Virtual International Authority File: 100251489